# Piața Spaniei (Sevilla)
Piața Spaniei (în spaniolă Plaza de España) este un complex arhitectural situat în parcul María Luisa din orașul Sevilla (Spania). A fost proiectat de arhitectul Aníbal González⁠(d) . A fost construită între 1914 și 1929 ca una dintre principalele construcții ale Expoziției ibero-americane din 1929. Este cea mai mare clădire dintre toate cele care au fost ridicate în oraș în secolul al XX-lea, comparabilă cu celelalte două construcții istorice remarcabile din afara orașului, care sunt Spitalul celor Cinci Răni (Hospital de las Cinco Llagas) (secolul al XVI-lea) și Fabrica Regală de Tutun (Real Fábrica de Tabacos) (secolul al XVIII-lea).

## Istorie

Vedere aeriană a Piaței Spaniei în 1932.

Piața Spaniei este rezultatul final al mai multor proiecte care au avut loc în timpul găzduirii expoziției ibero-americane. În 1911, arhitectul Aníbal González, care a fost numit arhitect principal al expoziției, și-a prezentat proiectul preliminar pentru expoziție, care arăta deja terenul pe care ar fi amplasată viitoarea piață, deși nu cu designul actual. După mai multe modele intermediare care includeau un mare stadion sportiv, pe 14 iulie 1914 a fost prezentat primul în care a fost identificată Piața Spaniei. Pentru a umple golul lăsat de stadionul planificat, a fost creat un spațiu semicircular deschis către parcul María Luisa în care trebuiau construite în exterior pavilioanele Industriei și Agriculturii și Palatul Actelor și Festivităților, o alee de plimbare, apoi un râu, acoperit de opt poduri și în centru un mare spațiu deschis pentru a sărbători solemnități sau festivaluri, la picioarele cărora ar fi amplasată o fântână monumentală.
În același an 1914, după aprobarea proiectului, ceremonia așezării primei pietre de temelie a fost realizată de regele Alfonso al XIII-lea  iar lucrările de nivelare și de mișcare a pământului au început.
În 1915, lucrările au încetinit și s-a realizat doar construcția estuarului. De asemenea, s-a decis să nu se efectueze clădirile care închideau accesul la parc prin sensul giratoriu din San Diego.
Aníbal González și-a asumat executarea proiectului și realizarea pieței, în care au lucrat și unii dintre colaboratorii săi, precum inginerul José Luis de Casso și arhitectul Aurelio Gómez Millán. Proiectul final, care corespunde celui realizat, cu excepția unor modificări minore, a fost realizat în 1918, când s-a modificat destinația intenționată a clădirilor, care a fost decis să fie folosită ca Universitate a Muncitorilor, cu Școala de Arte și Meserii, în centru, se vor ridica navele laterale adiacente destinate atelierelor de învățare, dincolo de clădirile așa-numitelor Porțile Aragonului și Navarrei (Puertas de Aragón y Navarra), care ar fi situate în centrul curbelor și la marginile zonei construite au fost proiectate muzeele artistice și industriale, cu un plan dreptunghiular și setul a fost terminat cu turnurile de Nord și Sud. Podurile au fost reduse la patru din cele opt planificate. Băncile placate cu ceramică din cele 48 provincii spaniole, care nu includ Sevilla, au fost planificate pe peretele exterior al clădirilor sub formă de cutii în „U”.
În 1919, râul și podurile care îl traversau au fost finalizate, lucrările au continuat în majoritatea sectoarelor, cu construcția zidurilor fabricii de cărămidă în ateliere și galerii și săpăturile de fundație ale turnului nordic. Până în 1925 exteriorul clădirii centrale a fost finalizat, s-au făcut progrese în amenajarea malurilor provinciilor și a fost amplasat pavajul promenadei de lângă râu.
La sfârșitul anului 1925, având în vedere dovezile întârzierii acumulate și dificultății de a îndeplini datele stabilite pentru finalizarea lucrărilor la expoziție. Miguel Primo de Rivera, a dorit să dea un impuls lucrărilor, prin numirea pe 21 decembrie a acelui an a lui José Cruz Conde⁠(d), în calitate de comisar regal, la care a adăugat și funcția de guvernator civil al Seviliei pentru a-și consolida puterile.
În 1926, Aníbal González și-a dat demisia din funcțiile sale la expoziție, abandonând proiectul închis în toate elementele sale fundamentale și preluând funcția de director al operei, Vicente Traver⁠(d). În luna august a aceluiași an s-a decis ca expoziția să înceapă în aprilie 1929.
1927 a fost anul impulsului final, lucrările, care în aparență păreau finalizate, au necesitat încă o multitudine de lucrări care urmează să fie efectuate, iar proiectele de lăcătuș, tâmplărie, condiționarea spațiilor au fost aprobate, placări, lucrări exterioare și cele mai multe instalații.
În cursul anului 1928, activitatea a continuat în mod similar cu anul precedent și deja câteva clădiri erau practic terminate. În februarie, Comisarul Regio a fost informat că în clădirea centrală toate lucrările au fost finalizate, cu excepția a două camere de la etajul de onoare și a celor corespunzătoare de la parter. În luna mai, lucrările de vopsire ale acelei clădiri fuseseră deja terminate, ceea ce era un semn că a fost practic terminată și a permis ca în aceeași lună, direcția lucrărilor să fi fost livrată oficial Comitetului de expoziție. Între timp, lucrările de decorare la Porțile Navarrei și Aragonului au continuat, deși cu o întârziere evidentă. 
La 9 mai 1929, ceremonia de deschidere a expoziției a avut loc în Piața Spaniei cu prezența celor mai înalte autorități ale țării. Lucrările se terminaseră, deși mai trebuiau efectuate unele lucrări minore, precum înlocuirea băncilor și a lampioanelor. Bugetul planificat, în 1914, se ridica la 628.500,70 pesete, care în 1929, ajungea la 15.310.365 de pesete, la care, după adăugarea altor cheltuieli de ultim moment, depășea 17 milioane pesete.
În timpul execuției, unele aspecte ale proiectului au ridicat unele controverse. Academia de Arte Frumoase s-a opus înălțimii planificate a celor două turnuri care ar putea rivaliza cu Giralda  iar arhitectul francez Jean-Claude Nicolas Forestier⁠(d), care a colaborat la proiectarea parcului María Luisa, a respins construcția râului pentru că Sevilla este un oraș cu lipsă de apă. 

## Descriere
Piața are dimensiuni mari (170 metri diametru) și o formă semi-eliptică, care simbolizează îmbrățișarea Spaniei către fostele sale teritorii americane și privește spre râul Guadalquivir, ca drumul spre America . 
Suprafața sa totală este de 50 000 metri pătrați aproximativ, din care 19 000 sunt construite și 31 000 de rămase sunt spațiu liber. Este mărginit de un canal care trece prin 515 m și este traversat de patru poduri. Clădirile care înconjoară piața sunt structurate într-o clădire centrală, aripi cu clădiri intermediare care compensează o lungime excesivă și turnuri la capete. Această clădire răspunde foarte strâns schemei formale a tipului de villa palladiana cu aripi curbate, cum ar fi Villa Badoer de Fratta Polesine sau Villa Trissino din Meledo, arătată de arhitectul italian Andrea Palladio în cele patru cărți de arhitectură, pe care Aníbal González știa.
Construcția este realizată din cărămidă expusă și are un decor ceramic extins. Tavanele galeriei din piață au tavane cu casete din lemn, susținute de coloane de marmură. Spatele băncilor și al unor lampioane sunt din fier forjat.
Medalioanele cu efigii ale ilustrilor spanioli, coloanele de marmură și tavane cu casete conferă întregului o atmosferă renascentistă. Conform scrierilor lui Aníbal González, inspirația sa pentru proiectarea pieței a fost Renașterea spaniolă, arhitecturii sevillane furnizându-i noi elemente moderne.  Cele două turnuri, care flanchează piața și oferă o atmosferă în stil baroc, au o înălțime de 74 de metri.

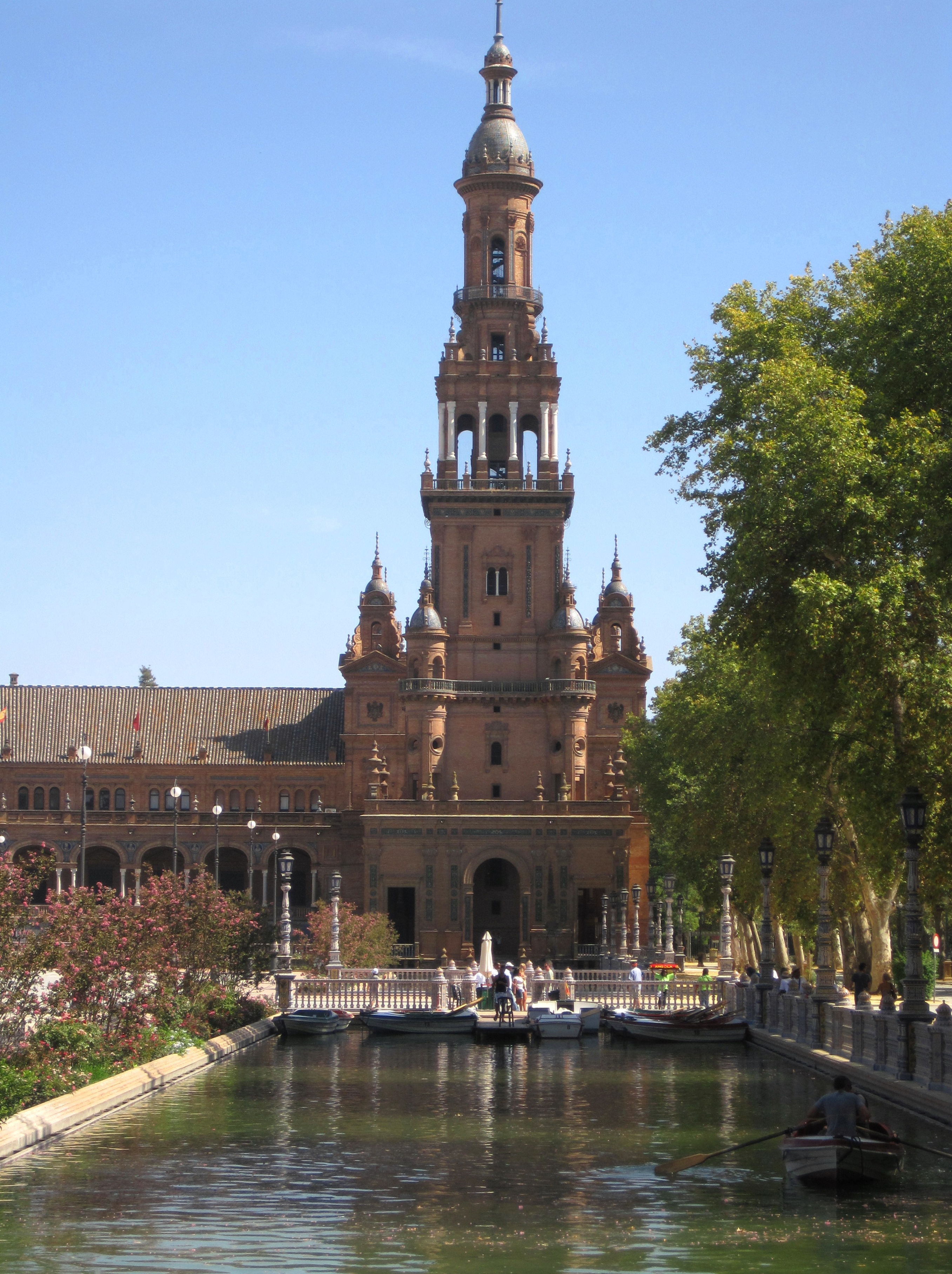
Turnul de Sud cu râul.

Fântâna centrală, opera lui Vicente Traver⁠(d), a fost extrem de pusă la îndoială, deoarece rupe golul pieței. Canalul pe care îl conține este traversat de 4 poduri care reprezintă cele 4 regate antice ale Spaniei (León, Castilla, Aragón și Navarra).
Pe pereții pieței există o serie de 48 de bănci care reprezintă, în ordine alfabetică, patruzeci și șase de provincii spaniole peninsulare (toate cu excepția Sevillei) și cele două arhipelaguri (Insulele Canare și Insulele Baleare), cu stemele lor, o hartă și o țiglă Pisan din pânză cu fapte istorice remarcabile ale acelui teritoriu. Băncile sunt împărțite în patru secțiuni, iar la începutul și la sfârșitul fiecăreia, există un panou de țiglă legat de provincia Sevilla. Malurile au, de asemenea, pe laterale, două turnulețe mici cu rafturi care au fost folosite ocazional pentru a așeza cărți. 
Alte detalii notabile sunt multiplele sale reliefuri realizate de sculptorul Pedro Navia⁠(d) :
- Șase ferestre renascentiste.
- Stema Seviliei care împodobește porțile Navarra și Aragon .
- Cei 24 de vulturi imperiali cu scutul lui Carol Quintul.
- Cele 48 de medalioane cu efigie de oameni celebri pe fiecare arc care cuprinde fiecare provincie.
- Cei patru vestitori înalți de trei metri, reprezentând regatele antice și flancând cele două turnuri.

## Utilizare și destinație

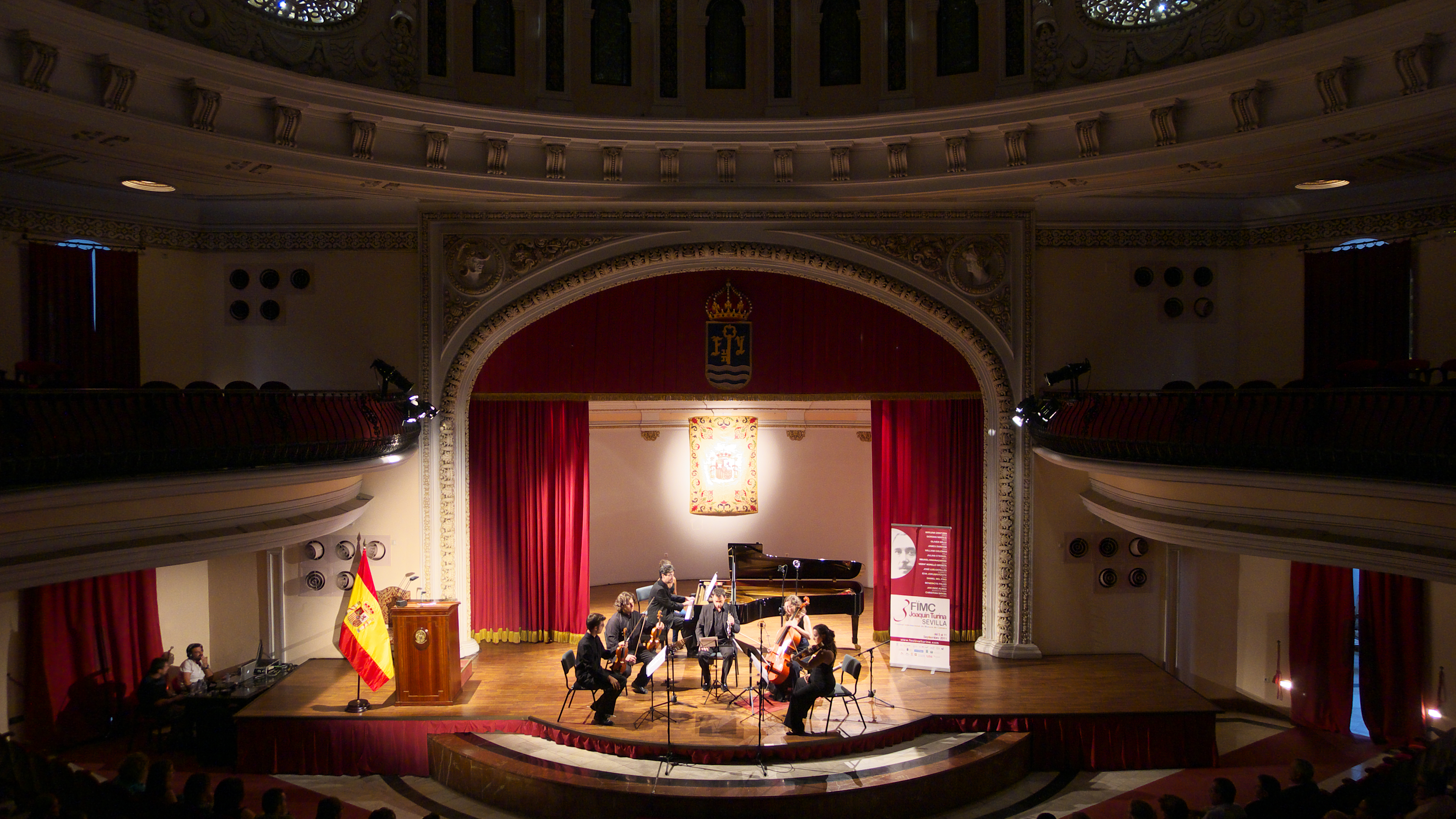
Sala de teatru din interiorul clădirii.

La început, după terminarea expoziției, destinul său a fost să facă parte din Universitatea din Sevilla, acesta fiind motivul pentru nișele existente în fiecare dintre provincii. Cu toate acestea, după ce a fost folosit în timpul expoziției, a devenit sediul guvernului militar, servindu-și camerele ca locație a Căpitaniei Generale, găzduind ani mai târziu și delegația guvernului central din Andaluzia și în același timp Muzeul Militar al Sevilla. Astăzi găzduiește subdelegarea guvernului Spaniei.
De asemenea, este de remarcat existența unei săli de teatru în cadrul Căpitaniei Generale.
Pe 26 octombrie 2018, aici a avut loc o ședință a Consiliului de Miniștri.

### Filme și seriale filmate
Piața Spaniei a fost folosită ca decoruri în filme multiple și variate. În acest sens, Academia Europeană de Film a ales-o ca Trezorerie a culturii cinematografice europene, distincție pe care o acordă spațiilor simbolice și locațiilor cinematografice de mare valoare istorică pentru cinema. Printre cele mai remarcabile producții filmate se numără:
- Lawrence al Arabiei (1962): piața a reprezentat sediul armatei britanice la Cairo.
- Vântul și leul (1975): cu Sean Connery în rol principal, pătratul apare ca o paradă a trupelor.
- Star Wars Episodul II: Atacul clonelor (2002): saga Star Wars, piața reprezintă palatul regal al planetei Naboo, deși scena filmării a fost modificată digital. [20]
- Dictatorul (2012): eegizat de Sacha Baron Cohen cu rolul principal, pătratul este conacul dictatorului modificat digital. [21]

În plus, au fost filmate și alte filme mai puțin cunoscute, precum filmul spaniol Manuel y Clemente (1986) și producția de la Bollywood Akhil (2015). 
În seria anime Magic-kyun! Desenele Renașterii (2016) inspirate din piață și parcul de María Luisa reprezintă o școală de magie.  

Panoramiă a Piaței Spaniei.

## Lucrări de restaurare și încorporare a monumentului lui Aníbal González

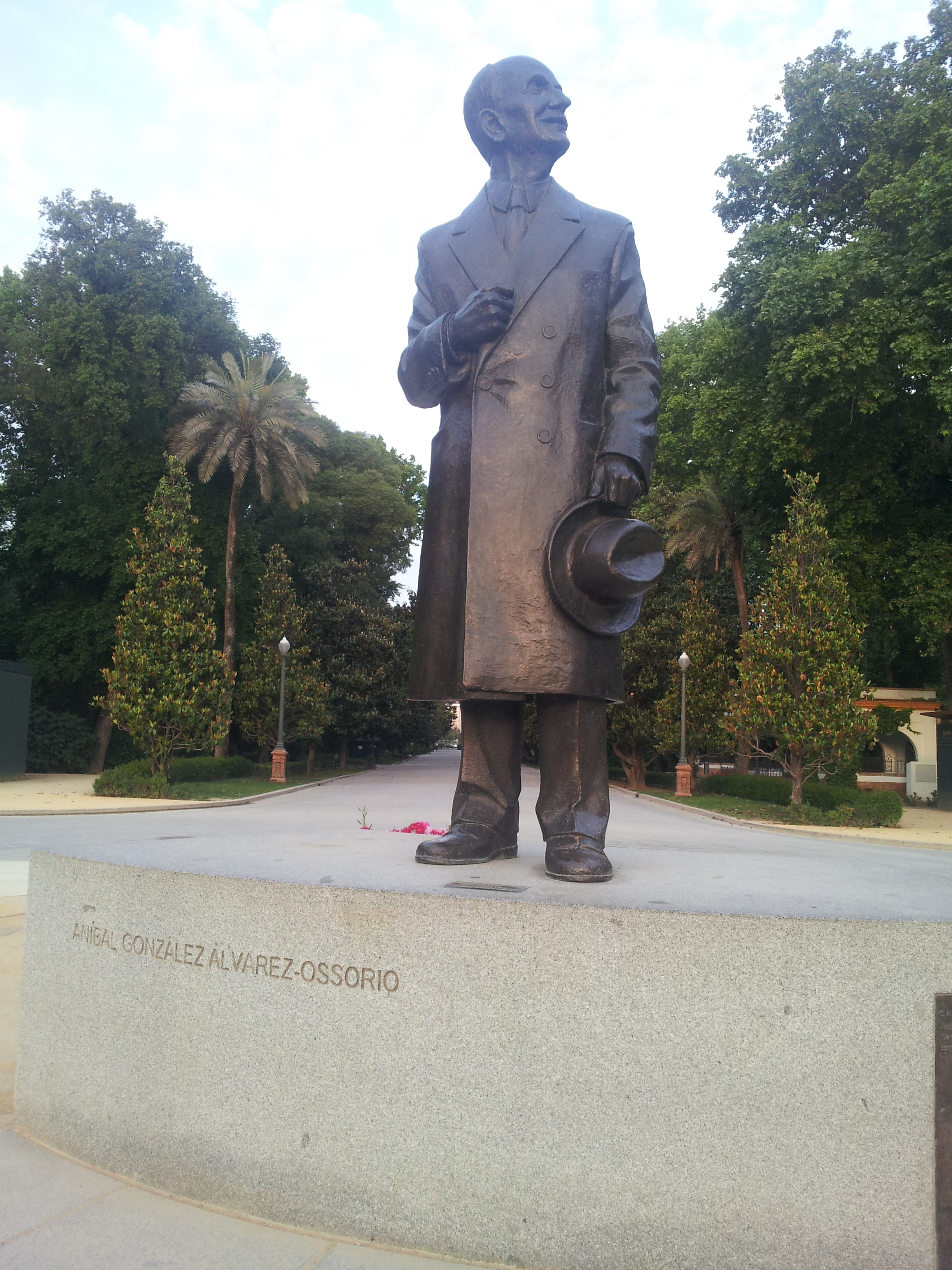
Statuia lui Aníbal González situată în fața pieței.

Piața Spaniei a suferit un important proces de restaurare care s-a încheiat la 17 octombrie 2010  cu o serie de evenimente comemorative pentru redeschiderea sa.  Cu aceste spectacole s-a intenționat să recupereze imaginea cu care a fost concepută de autorul său, Aníbal González⁠(d), pentru expoziția ibero-americană din 1929. Au fost recuperate douăzeci de felinare din ceramică și fontă. Cele din ceramică își au locul pe balustradele exterioare  iar lampioanele din fontă înlocuite decorează interiorul. La fel, s-au efectuat lucrări la râu, care a rămas uscat pe tot parcursul restaurării, iar bărcile de închiriat au revenit la el. De asemenea, au fost efectuate lucrări de reabilitare a ceramicii vitrate situate în partea inferioară a pieței, care au fost efectuate de companii specializate. În 2011, o statuie din bronz a arhitectului Aníbal González a fost plasată în fața pieței, cu o bază de granit și o rampă, creând sensul giratoriu Aníbal González .

## Galerie de imagini
| center\|border\|180x180px\|alt=\|A vista de pájaro |
| A vista de pájaro                                  |

| center\|border\|180x180px\|alt=\|Fuente de la Plaza de España |
| Fuente de la Plaza de España                                  |

| center\|border\|180x180px\|alt=\|Detalle de bancos |
| Detalle de bancos                                  |

| center\|border\|180x180px\|alt=\|Vista de la torre norte con el canal |
| Vista de la torre norte con el canal                                  |

| center\|border\|180x180px\|alt=\|La plaza de noche |
| La plaza de noche                                  |

| [[PlazaEspanaMedallonSFernando.JPG\|center\|border\|180x180px\|alt=\|Medallón de San Fernando]] |
| Medallón de San Fernando                                                                        |

## Vezi si
- Sevilla
- Expoziția ibero-americană din 1929
- Aníbal González⁠(d)